# 〜ミルキィ show time♪
『〜ミルキィ show time♪』（ミルキィ ショー タイム） は、テレビアニメ『探偵オペラ ミルキィホームズ』のミニアルバム。2010年12月22日にLantisから発売された。

## 概要
ミルキィホームズ［シャーロック・シェリンフォード （三森すずこ）、譲崎ネロ（徳井青空）、エルキュール・バートン（佐々木未来）、コーデリア・グラウカ （橘田いずみ）］のキャラクターソングに加え、シャーロック・シェリンフォード（三森すずこ）・明智小衣（南條愛乃）によるデュエット曲、アルセーヌ（明坂聡美）のキャラクターソング、飛蘭が歌うイメージソングが収録されている。
ジャケットには、シャーロック・シェリンフォード、譲崎ネロ、エルキュール・バートン、コーデリア・グラウカ、アルセーヌ、明智小衣の6人がマイクを持って歌唱している様子がプリントされている。

## 収録曲
1. こちらミルキィホームズ! [4:53]
歌：ミルキィホームズ
作詞：こだまさおり、作曲・編曲：虹音
2. ミルキィ tea time [4:46]
歌：ミルキィホームズ
作詞：こだまさおり、作曲：俊龍、編曲：近藤昭雄
3. ライバル捜査線☆ [3:34]
歌：シャーロック・シェリンフォード（三森すずこ）・明智小衣（南條愛乃）
作詞：こだまさおり、作曲：俊龍、編曲：安藤高弘
4. 美的・エゴイズム [3:29]
歌：アルセーヌ（明坂聡美）
作詞：こだまさおり、作曲：小川コータ、編曲：原田ナオ
5. いつだってサポーター! [3:34]
歌：ミルキィホームズ
作詞：こだまさおり、作曲・編曲：板垣祐介
6. INFINITE CRISIS [4:01]
歌：飛蘭
作詞・作曲・編曲：中山真斗（Elements Garden）